# Артемьев, Андрей Лаврентьевич
Андре́й Лавре́нтьевич Арте́мьев (1915 — 1993) — дорожный мастер Петровско-Заводской дистанции пути Забайкальской железной дороги, Читинская область.

## Биография
Родился 13 сентября 1915 года в селе Кули Верхнеудинского уезда Забайкальской области (ныне: Петровск-Забайкальского района Забайкальского края). Русский. Окончил фабрично-заводское училище. С 1931 года работал на шахте в селе Кули.
С 1932 года работал на железной дороге. Был ремонтным рабочим на станции Баляга Петровск-Забайкальской дистанции пути Забайкальской железной дороги. В январе 1938 года был арестован органами НКВД по обвинению в контрреволюционной деятельности и саботаже. В марте того же года дело было прекращено.
С 1941 года работал дорожным мастером 5-го околотка на станции Тарбагатай той же железной дороги. В 1949 году первым на Забайкальской магистрали выдал гарантийную марку на беспрепятственный пропуск поездов по своему околотку без ограничения скорости и веса состава в любое время года.
Работал на железной дороге до выхода на пенсию в 1984 году.
Жил в посёлке Тарбагатай Петровск-Забайкальского района. 
Скончался 26 июня 1993 года.

## Признание
- Указом Президиума Верховного Совета СССР от 1 августа 1959 года за выдающиеся успехи, достигнутые в развитии железнодорожного транспорта Артемьеву Андрею Лаврентьевичу присвоено звание Героя Социалистического Труда с вручением ордена Ленина и золотой медали «Серп и Молот».
- орден Ленина
- медали
- Почётный железнодорожник